# Moritz Bleibtreu
Moritz Bleibtreu, född 13 augusti 1971 i München, är en tysk skådespelare, son till Monica Bleibtreu och Hans Brenner
Moritz Bleibtreu är en av de mer uppmärksammande tyska skådespelarna under senare år. Han har medverkat i internationellt uppmärksammade filmer som Spring Lola, Knockin' On Heaven's Door och Experimentet.
I filmen Der Baader Meinhof Komplex från 2008 har han en av huvudrollerna, som Andreas Baader.

## Filmografi (urval)
- 1997 Knockin' On Heaven's Door
- 1998 Spring Lola
- 2000 Experimentet
- 2000 Im Juli
- 2002 Solino
- 2004 Germanikus
- 2004 Agnes und seine Brüder
- 2004 Der Fakir
- 2005 Vom Suchen und Finden der Liebe
- 2005 München
- 2006 Elementarpartiklar
- 2008 Der Baader Meinhof Komplex
- 2008 Female Agents
- 2008 – Speed Racer
- 2009 Soul Kitchen
- 2010 – I ondskans tjänst
- 2011 – Mein bester Feind
- 2013 – The Fifth Estate
- 2017 – Lommbock
- 2023 – Manta Manta – Zwoter Teil
- 2023 – Transatlantic (TV-serie)